# Ivy Joshua
Ivy Joshua (25 décembre 1924, Grenade - 1992, Kingstown) est une personnalité politique de Saint-Vincent-et-les-Grenadines. 

## Biographie
Ivy Joshua est née à Grenade le 25 décembre 1924 d'où elle émigre pour rejoindre Trinité-et-Tobago où elle rencontre au début des années 1940 celui qui deviendra son mari, le vincentais Ebenezer Joshua. Le couple part en 1943 au Guyana avant de revenir à Trinité-et-Tobago pour finalement s'établir à Saint-Vincent-et-les-Grenadines au début des années 1950.
Elle est l'une des premières femmes à s'imposer sur la scène politique du pays en particulier en étant la première femme à siéger au parlement. Elle s'imposera au total à six reprises dans ce scrutin.